# Sanfrecce Hiroshima
O Sanfrecce Hiroshima, conhecido simplesmente como Hiroshima, é um clube de futebol japonês sediado em Hiroshima, Chugoku. Atualmente compete na J-League. Manda os seus jogos no estádio Edion Stadium Hiroshima.

## História

### Clube da Mazda
O clube originariamente fora criado em 1938 como Toyo Kogyo Syukyu Club, após conquistas até a década de 70, o time se tornou um clube da companhia automotiva Mazda o Mazda Soccer Club era um clube da  Mazda até 1992. Para se profissionalizar e ingressar como clube da J-League, o clube mudou seu nome para Sanfrecce Hiroshima, o nome é relacionado a uma lenda local.

### O nome Sanfrecce Hiroshima
Sanfrecce (três flechas) é uma palavra-valise "San" da língua japonesa que é três, e "frecce" que é flecha na língua italiana, baseando-se na história de Mōri Motonari. A lenda significa "que uma flecha pode ser facilmente quebrada, mas três flechas juntas não podia, o mesmo aconteceria com eles enquanto estivessem unidos.

### Era J-League
Até 2012, sua melhor campanha havia sido o vice-campeonato da J-League de 1994.  Em 2012, a equipe dirigida por Hajime Moriyasu tornou-se campeã da J-League 2012, obtendo o direito de participar do Mundial de Clubes de 2012. Em 2013, foi bicampeão da J-League.

## Títulos
| NACIONAIS | NACIONAIS                | NACIONAIS | NACIONAIS                    |
|           | Competição               | Títulos   | Temporadas                   |
| --------- | ------------------------ | --------- | ---------------------------- |
| Japão     | Liga Japonesa de Futebol | 5         | 1965, 1966, 1967, 1968, 1970 |
| Japão     | J. League Division 1     | 3         | 2012, 2013, 2015             |
| Japão     | Supercopa Japonesa       | 5         | 2008, 2013, 2014, 2016, 2025 |
| Japão     | Copa do Imperador        | 3         | 1965, 1967, 1969             |
| Japão     | Copa da Liga Japonesa    | 1         | 2022                         |
| Japão     | J. League - 2ª Divisão   | 1         | 2008                         |

## Campanhas de destaque
- Copa do Mundo de Clubes da FIFA: 5º lugar - 2012
- Copa do Mundo de Clubes da FIFA: 3º lugar - 2015